# Datorhobby
Datorhobby, eller Datorhobby: med hemdatorteknik & hackingnytt, var en svensk datortidning som gavs ut av förlaget Esspress mellan 1983 och 1984.